# Fed Cup 2019
Fed Cup 2019 – 57. edycja tenisowego Pucharu Federacji. Zawody odbywały się w następujących terminach:
- 6–10 lutego – pierwsza runda Grupy Światowej oraz Grupy Światowej II, rozgrywki strefowe
- 20–21 kwietnia – półfinały Grupy Światowej, konfrontacje barażowe, rozgrywki strefowe
- 9–10 listopada – finał Grupy Światowej.

## Grupa Światowa
|  |                            |                            |                            |           |   |                         |                         |                         |  |  |                      |                      |                      |
|  | Pierwsza runda 9–10 lutego | Pierwsza runda 9–10 lutego | Pierwsza runda 9–10 lutego |           |   | Półfinał 20–21 kwietnia | Półfinał 20–21 kwietnia | Półfinał 20–21 kwietnia |  |  | Finał 9–10 listopada | Finał 9–10 listopada | Finał 9–10 listopada |
|  | Pierwsza runda 9–10 lutego | Pierwsza runda 9–10 lutego | Pierwsza runda 9–10 lutego |           |   | Półfinał 20–21 kwietnia | Półfinał 20–21 kwietnia | Półfinał 20–21 kwietnia |  |  | Finał 9–10 listopada | Finał 9–10 listopada | Finał 9–10 listopada |
|  |                            |                            |                            |           |   |                         |                         |                         |  |  |                      |                      |                      |
|  |                            |                            |                            |           |   |                         |                         |                         |  |  |                      |                      |                      |
|  | 1                          | Czechy                     | 2                          |           |   |                         |                         |                         |  |  |                      |                      |                      |
|  | 1                          | Czechy                     | 2                          |           |   |                         |                         |                         |  |  |                      |                      |                      |
|  |                            | Rumunia                    | 3                          |           |   |                         |                         |                         |  |  |                      |                      |                      |
|  |                            | Rumunia                    | 3                          |           |   | Rumunia                 | 2                       |                         |  |  |                      |                      |                      |
|  |                            |                            |                            |           |   | Rumunia                 | 2                       |                         |  |  |                      |                      |                      |
|  |                            |                            | 4                          | Francja   | 3 |                         |                         |                         |  |  |                      |                      |                      |
|  | 4                          | Francja                    | 4                          | Francja   | 3 | 3                       |                         |                         |  |  |                      |                      |                      |
|  | 4                          | Francja                    |                            |           |   |                         |                         |                         |  |  |                      |                      |                      |
|  |                            | Belgia                     | 1                          |           |   |                         |                         |                         |  |  |                      |                      |                      |
|  |                            | Belgia                     | 1                          |           | 4 | Francja                 | 3                       |                         |  |  |                      |                      |                      |
|  |                            |                            |                            |           |   |                         |                         |                         |  |  |                      |                      |                      |
|  |                            |                            |                            | Australia | 2 |                         |                         |                         |  |  |                      |                      |                      |
|  |                            | Niemcy                     | 0                          | Australia | 2 |                         |                         |                         |  |  |                      |                      |                      |
|  |                            | Niemcy                     | 0                          |           |   |                         |                         |                         |  |  |                      |                      |                      |
|  | 3                          | Białoruś                   | 4                          |           |   |                         |                         |                         |  |  |                      |                      |                      |
|  | 3                          | Białoruś                   | 4                          |           |   | 3                       | Białoruś                | 2                       |  |  |                      |                      |                      |
|  |                            |                            |                            |           |   | 3                       | Białoruś                | 2                       |  |  |                      |                      |                      |
|  |                            |                            |                            | Australia | 3 |                         |                         |                         |  |  |                      |                      |                      |
|  |                            | Australia                  | 3                          | Australia | 3 |                         |                         |                         |  |  |                      |                      |                      |
|  |                            | Australia                  | 3                          |           |   |                         |                         |                         |  |  |                      |                      |                      |
|  | 2                          | Stany Zjednoczone          | 2                          |           |   |                         |                         |                         |  |  |                      |                      |                      |
|  | 2                          | Stany Zjednoczone          | 2                          |           |   |                         |                         |                         |  |  |                      |                      |                      |

### Ćwierćfinały

#### Składy
| Czechy                                                                         | Rumunia                                                                              | Francja                                                                         | Belgia                                                                 |
| ------------------------------------------------------------------------------ | ------------------------------------------------------------------------------------ | ------------------------------------------------------------------------------- | ---------------------------------------------------------------------- |
| Karolína Plíšková Kateřina Siniaková Markéta Vondroušová Barbora Krejčíková    | Simona Halep Mihaela Buzărnescu Irina-Camelia Begu Ana Bogdan Monica Niculescu       | Caroline Garcia Alizé Cornet Pauline Parmentier Kristina Mladenovic Fiona Ferro | Elise Mertens Alison Van Uytvanck Kirsten Flipkens Ysaline Bonaventure |
| Niemcy                                                                         | Białoruś                                                                             | Australia                                                                       | Stany Zjednoczone                                                      |
| Tatjana Maria Andrea Petković Mona Barthel Laura Siegemund Anna-Lena Grönefeld | Aryna Sabalenka Alaksandra Sasnowicz Wiktoryja Azaranka Wiera Łapko Lidzija Marozawa | Ashleigh Barty Darja Gawriłowa Priscilla Hon Kimberly Birrell Astra Sharma      | Madison Keys Danielle Collins Sofia Kenin Nicole Melichar              |

#### Wyniki
| Czechy · 2 | Ostravar Aréna, Ostrawa, Czechy 9–10 lutego 2019 Twarda (hala) | Ostravar Aréna, Ostrawa, Czechy 9–10 lutego 2019 Twarda (hala)                | Rumunia · 3 |     |     |  |
| \| \| \| \| 1 \| 2 \| 3 \| \| \| - \| \| ----------------------------------------------------------------------------- \| ---- \| --- \| --- \| \| \| 1 \| \| Karolína Plíšková Mihaela Buzărnescu \| 6 1 \| 6 4 \| \| \| \| 2 \| \| Kateřina Siniaková Simona Halep \| 4 6 \| 0 6 \| \| \| \| 3 \| \| Karolína Plíšková Simona Halep \| 4 6 \| 7 5 \| 4 6 \| \| \| 4 \| \| Kateřina Siniaková Mihaela Buzărnescu \| 6 4 \| 6 2 \| \| \| \| 5 \| \| Barbora Krejčíková / Kateřina Siniaková Irina-Camelia Begu / Monica Niculescu \| 7 62 \| 4 6 \| 4 6 \| \| |                                                                |                                                                               |             |     |     |  |
| |                                                                |                                                                               | 1           | 2   | 3   |  |
| 1 | Czechy · Rumunia                                               | Karolína Plíšková Mihaela Buzărnescu                                          | 6 1         | 6 4 |     |  |
| 2 | Czechy · Rumunia                                               | Kateřina Siniaková Simona Halep                                               | 4 6         | 0 6 |     |  |
| 3 | Czechy · Rumunia                                               | Karolína Plíšková Simona Halep                                                | 4 6         | 7 5 | 4 6 |  |
| 4 | Czechy · Rumunia                                               | Kateřina Siniaková Mihaela Buzărnescu                                         | 6 4         | 6 2 |     |  |
| 5 | Czechy · Rumunia                                               | Barbora Krejčíková / Kateřina Siniaková Irina-Camelia Begu / Monica Niculescu | 7 62        | 4 6 | 4 6 |  |

| Belgia · 1 | Country Hall Liège, Liège, Belgia 9–10 lutego 2019 Twarda (hala) | Country Hall Liège, Liège, Belgia 9–10 lutego 2019 Twarda (hala)        | Francja · 3 |     |      |               |
| \| \| \| \| 1 \| 2 \| 3 \| \| \| - \| \| ----------------------------------------------------------------------- \| ---- \| --- \| ---- \| ------------- \| \| 1 \| \| Alison Van Uytvanck Caroline Garcia \| 62 7 \| 6 4 \| 2 6 \| \| \| 2 \| \| Elise Mertens Alizé Cornet \| 6 78 \| 2 6 \| \| \| \| 3 \| \| Elise Mertens Caroline Garcia \| 2 6 \| 3 6 \| \| \| \| 4 \| \| Alison Van Uytvanck Alizé Cornet \| \| \| \| nie rozegrano \| \| 5 \| \| Ysaline Bonaventure / Kirsten Flipkens Fiona Ferro / Pauline Parmentier \| 6 3 \| 3 6 \| 10 6 \| \| |                                                                  |                                                                         |             |     |      |               |
| |                                                                  |                                                                         | 1           | 2   | 3    |               |
| 1 | Belgia · Francja                                                 | Alison Van Uytvanck Caroline Garcia                                     | 62 7        | 6 4 | 2 6  |               |
| 2 | Belgia · Francja                                                 | Elise Mertens Alizé Cornet                                              | 6 78        | 2 6 |      |               |
| 3 | Belgia · Francja                                                 | Elise Mertens Caroline Garcia                                           | 2 6         | 3 6 |      |               |
| 4 | Belgia · Francja                                                 | Alison Van Uytvanck Alizé Cornet                                        |             |     |      | nie rozegrano |
| 5 | Belgia · Francja                                                 | Ysaline Bonaventure / Kirsten Flipkens Fiona Ferro / Pauline Parmentier | 6 3         | 3 6 | 10 6 |               |

| Niemcy · 0 | Volkswagen Halle, Brunszwik, Niemcy 9–10 lutego 2019 Twarda (hala) | Volkswagen Halle, Brunszwik, Niemcy 9–10 lutego 2019 Twarda (hala)          | Białoruś · 4 |     |          |               |
| \| \| \| \| 1 \| 2 \| 3 \| \| \| - \| \| --------------------------------------------------------------------------- \| ---- \| --- \| -------- \| ------------- \| \| 1 \| \| Tatjana Maria Alaksandra Sasnowicz \| 63 7 \| 3 6 \| \| \| \| 2 \| \| Andrea Petković Aryna Sabalenka \| 2 6 \| 1 6 \| \| \| \| 3 \| \| Laura Siegemund Aryna Sabalenka \| 1 6 \| 1 6 \| \| \| \| 4 \| \| Andrea Petković Alaksandra Sasnowicz \| \| \| \| nie rozegrano \| \| 5 \| \| Anna-Lena Grönefeld / Laura Siegemund Wiktoryja Azaranka / Lidzija Marozawa \| 1 6 \| 6 0 \| [9] [11] \| \| |                                                                    |                                                                             |              |     |          |               |
| |                                                                    |                                                                             | 1            | 2   | 3        |               |
| 1 | Niemcy · Białoruś                                                  | Tatjana Maria Alaksandra Sasnowicz                                          | 63 7         | 3 6 |          |               |
| 2 | Niemcy · Białoruś                                                  | Andrea Petković Aryna Sabalenka                                             | 2 6          | 1 6 |          |               |
| 3 | Niemcy · Białoruś                                                  | Laura Siegemund Aryna Sabalenka                                             | 1 6          | 1 6 |          |               |
| 4 | Niemcy · Białoruś                                                  | Andrea Petković Alaksandra Sasnowicz                                        |              |     |          | nie rozegrano |
| 5 | Niemcy · Białoruś                                                  | Anna-Lena Grönefeld / Laura Siegemund Wiktoryja Azaranka / Lidzija Marozawa | 1 6          | 6 0 | [9] [11] |               |

| Stany Zjednoczone · 2 | U.S. Cellular Center, Asheville, Stany Zjednoczone 9–10 lutego 2019 Twarda (hala) | U.S. Cellular Center, Asheville, Stany Zjednoczone 9–10 lutego 2019 Twarda (hala) | Australia · 3 |      |     |  |
| \| \| \| \| 1 \| 2 \| 3 \| \| \| - \| \| ----------------------------------------------------------------- \| --- \| ---- \| --- \| \| \| 1 \| \| Sofia Kenin Ashleigh Barty \| 1 6 \| 62 7 \| \| \| \| 2 \| \| Madison Keys Kimberly Birrell \| 6 2 \| 6 2 \| \| \| \| 3 \| \| Madison Keys Ashleigh Barty \| 4 6 \| 1 6 \| \| \| \| 4 \| \| Danielle Collins Darja Gawriłowa \| 6 1 \| 3 6 \| 6 2 \| \| \| 5 \| \| Danielle Collins / Nicole Melichar Ashleigh Barty / Priscilla Hon \| 4 6 \| 5 7 \| \| \| |                                                                                   |                                                                                   |               |      |     |  |
| |                                                                                   |                                                                                   | 1             | 2    | 3   |  |
| 1 | Stany Zjednoczone · Australia                                                     | Sofia Kenin Ashleigh Barty                                                        | 1 6           | 62 7 |     |  |
| 2 | Stany Zjednoczone · Australia                                                     | Madison Keys Kimberly Birrell                                                     | 6 2           | 6 2  |     |  |
| 3 | Stany Zjednoczone · Australia                                                     | Madison Keys Ashleigh Barty                                                       | 4 6           | 1 6  |     |  |
| 4 | Stany Zjednoczone · Australia                                                     | Danielle Collins Darja Gawriłowa                                                  | 6 1           | 3 6  | 6 2 |  |
| 5 | Stany Zjednoczone · Australia                                                     | Danielle Collins / Nicole Melichar Ashleigh Barty / Priscilla Hon                 | 4 6           | 5 7  |     |  |

### Półfinały

#### Składy
| Australia                                                    | Białoruś                                                                             | Francja                                                                         | Rumunia                                                                          |
| ------------------------------------------------------------ | ------------------------------------------------------------------------------------ | ------------------------------------------------------------------------------- | -------------------------------------------------------------------------------- |
| Ashleigh Barty Darja Gawriłowa Priscilla Hon Samantha Stosur | Aryna Sabalenka Alaksandra Sasnowicz Wiktoryja Azaranka Wiera Łapko Lidzija Marozawa | Caroline Garcia Alizé Cornet Pauline Parmentier Kristina Mladenovic Fiona Ferro | Simona Halep Mihaela Buzărnescu Irina-Camelia Begu Raluca Olaru Monica Niculescu |

#### Wyniki
| Francja · 3 | Kindarena, Rouen, Francja 20–21 kwietnia 2019 Ceglana (hala) | Kindarena, Rouen, Francja 20–21 kwietnia 2019 Ceglana (hala)          | Rumunia · 2 |     |     |  |
| \| \| \| \| 1 \| 2 \| 3 \| \| \| - \| \| --------------------------------------------------------------------- \| ----- \| --- \| --- \| \| \| 1 \| \| Kristina Mladenovic Simona Halep \| 3 6 \| 1 6 \| \| \| \| 2 \| \| Caroline Garcia Mihaela Buzărnescu \| 6 3 \| 6 3 \| \| \| \| 3 \| \| Caroline Garcia Simona Halep \| 78 66 \| 3 6 \| 4 6 \| \| \| 4 \| \| Pauline Parmentier Irina-Camelia Begu \| 6 3 \| 2 6 \| \| \| \| 5 \| \| Caroline Garcia / Kristina Mladenovic Simona Halep / Monica Niculescu \| 5 7 \| 6 3 \| 6 4 \| \| |                                                              |                                                                       |             |     |     |  |
| |                                                              |                                                                       | 1           | 2   | 3   |  |
| 1 | Francja · Rumunia                                            | Kristina Mladenovic Simona Halep                                      | 3 6         | 1 6 |     |  |
| 2 | Francja · Rumunia                                            | Caroline Garcia Mihaela Buzărnescu                                    | 6 3         | 6 3 |     |  |
| 3 | Francja · Rumunia                                            | Caroline Garcia Simona Halep                                          | 78 66       | 3 6 | 4 6 |  |
| 4 | Francja · Rumunia                                            | Pauline Parmentier Irina-Camelia Begu                                 | 6 3         | 2 6 |     |  |
| 5 | Francja · Rumunia                                            | Caroline Garcia / Kristina Mladenovic Simona Halep / Monica Niculescu | 5 7         | 6 3 | 6 4 |  |

| Australia · 3 | Queensland Tennis Centre, Brisbane, Australia 20–21 kwietnia 2019 Twarda | Queensland Tennis Centre, Brisbane, Australia 20–21 kwietnia 2019 Twarda | Białoruś · 2 |     |     |  |
| \| \| \| \| 1 \| 2 \| 3 \| \| \| - \| \| --------------------------------------------------------------------- \| ---- \| --- \| --- \| \| \| 1 \| \| Samantha Stosur Aryna Sabalenka \| 5 7 \| 7 5 \| 3 6 \| \| \| 2 \| \| Ashleigh Barty Wiktoryja Azaranka \| 7 62 \| 6 3 \| \| \| \| 3 \| \| Ashleigh Barty Aryna Sabalenka \| 6 2 \| 6 2 \| \| \| \| 4 \| \| Samantha Stosur Wiktoryja Azaranka \| 1 6 \| 1 6 \| \| \| \| 5 \| \| Ashleigh Barty / Samantha Stosur Wiktoryja Azaranka / Aryna Sabalenka \| 7 5 \| 3 6 \| 6 2 \| \| |                                                                          |                                                                          |              |     |     |  |
| |                                                                          |                                                                          | 1            | 2   | 3   |  |
| 1 | Australia · Białoruś                                                     | Samantha Stosur Aryna Sabalenka                                          | 5 7          | 7 5 | 3 6 |  |
| 2 | Australia · Białoruś                                                     | Ashleigh Barty Wiktoryja Azaranka                                        | 7 62         | 6 3 |     |  |
| 3 | Australia · Białoruś                                                     | Ashleigh Barty Aryna Sabalenka                                           | 6 2          | 6 2 |     |  |
| 4 | Australia · Białoruś                                                     | Samantha Stosur Wiktoryja Azaranka                                       | 1 6          | 1 6 |     |  |
| 5 | Australia · Białoruś                                                     | Ashleigh Barty / Samantha Stosur Wiktoryja Azaranka / Aryna Sabalenka    | 7 5          | 3 6 | 6 2 |  |

### Finał

#### Składy
| Australia                                                                  | Francja                                                                         |
| -------------------------------------------------------------------------- | ------------------------------------------------------------------------------- |
| Ashleigh Barty Ajla Tomljanović Samantha Stosur Astra Sharma Priscilla Hon | Kristina Mladenovic Caroline Garcia Alizé Cornet Fiona Ferro Pauline Parmentier |

#### Wyniki
| Australia · 2 | RAC Arena, Perth, Australia 9–10 listopada 2019 Twarda (hala) | RAC Arena, Perth, Australia 9–10 listopada 2019 Twarda (hala)          | Francja · 3 |     |      |  |
| \| \| \| \| 1 \| 2 \| 3 \| \| \| - \| \| ---------------------------------------------------------------------- \| --- \| --- \| ---- \| \| \| 1 \| \| Ajla Tomljanović Kristina Mladenovic \| 1 6 \| 1 6 \| \| \| \| 2 \| \| Ashleigh Barty Caroline Garcia \| 6 0 \| 6 0 \| \| \| \| 3 \| \| Ashleigh Barty Kristina Mladenovic \| 6 2 \| 4 6 \| 61 7 \| \| \| 4 \| \| Ajla Tomljanović Caroline Garcia \| 6 4 \| 7 5 \| \| \| \| 5 \| \| Ashleigh Barty / Samantha Stosur Caroline Garcia / Kristina Mladenovic \| 4 6 \| 3 6 \| \| \| |                                                               |                                                                        |             |     |      |  |
| |                                                               |                                                                        | 1           | 2   | 3    |  |
| 1 | Australia · Francja                                           | Ajla Tomljanović Kristina Mladenovic                                   | 1 6         | 1 6 |      |  |
| 2 | Australia · Francja                                           | Ashleigh Barty Caroline Garcia                                         | 6 0         | 6 0 |      |  |
| 3 | Australia · Francja                                           | Ashleigh Barty Kristina Mladenovic                                     | 6 2         | 4 6 | 61 7 |  |
| 4 | Australia · Francja                                           | Ajla Tomljanović Caroline Garcia                                       | 6 4         | 7 5 |      |  |
| 5 | Australia · Francja                                           | Ashleigh Barty / Samantha Stosur Caroline Garcia / Kristina Mladenovic | 4 6         | 3 6 |      |  |

## Baraże o Grupę Światową

### Składy
| Belgia                                                                    | Czechy                                                                                | Hiszpania                                                                                              | Kanada                                                                  |
| ------------------------------------------------------------------------- | ------------------------------------------------------------------------------------- | --- | ----------------------------------------------------------------------- |
| Alison Van Uytvanck Kirsten Flipkens Ysaline Bonaventure Yanina Wickmayer | Markéta Vondroušová Karolína Muchová Marie Bouzková Lucie Šafářová Barbora Krejčíková | Garbiñe Muguruza Carla Suárez Navarro Aliona Bolsova Georgina García Pérez María José Martínez Sánchez | Rebecca Marino Leylah Annie Fernandez Gabriela Dabrowski Sharon Fichman |
| Łotwa                                                                     | Niemcy                                                                                | Stany Zjednoczone                                                                                      | Szwajcaria                                                              |
| Jeļena Ostapenko Diāna Marcinkēviča Daniela Vismane Patricija Spaka       | Julia Görges Andrea Petković Mona Barthel Anna-Lena Grönefeld                         | Sloane Stephens Madison Keys Sofia Kenin Jessica Pegula Nicole Melichar                                | Viktorija Golubic Timea Bacsinszky Conny Perrin Ylena In-Albon          |

### Wyniki
| Czechy · 4 | Agrofert Arena, Prościejów, Czechy 20–21 kwietnia 2019 Ceglana (hala) | Agrofert Arena, Prościejów, Czechy 20–21 kwietnia 2019 Ceglana (hala)   | Kanada · 0 |     |   |  |
| \| \| \| \| 1 \| 2 \| 3 \| \| \| - \| \| ----------------------------------------------------------------------- \| ---- \| --- \| - \| \| \| 1 \| \| Karolína Muchová Rebecca Marino \| 6 3 \| 6 0 \| \| \| \| 2 \| \| Markéta Vondroušová Leylah Annie Fernandez \| 6 4 \| 6 1 \| \| \| \| 3 \| \| Markéta Vondroušová Rebecca Marino \| 6 3 \| 6 4 \| \| \| \| 4 \| \| Karolína Muchová Leylah Annie Fernandez \| \| \| \| \| \| 5 \| \| Barbora Krejčíková / Lucie Šafářová Gabriela Dabrowski / Sharon Fichman \| 7 64 \| 7 5 \| \| \| |                                                                       |                                                                         |            |     |   |  |
| |                                                                       |                                                                         | 1          | 2   | 3 |  |
| 1 | Czechy · Kanada                                                       | Karolína Muchová Rebecca Marino                                         | 6 3        | 6 0 |   |  |
| 2 | Czechy · Kanada                                                       | Markéta Vondroušová Leylah Annie Fernandez                              | 6 4        | 6 1 |   |  |
| 3 | Czechy · Kanada                                                       | Markéta Vondroušová Rebecca Marino                                      | 6 3        | 6 4 |   |  |
| 4 | Czechy · Kanada                                                       | Karolína Muchová Leylah Annie Fernandez                                 |            |     |   |  |
| 5 | Czechy · Kanada                                                       | Barbora Krejčíková / Lucie Šafářová Gabriela Dabrowski / Sharon Fichman | 7 64       | 7 5 |   |  |

| Stany Zjednoczone · 3 | Freeman Coliseum, San Antonio, Stany Zjednoczone 20–21 kwietnia 2019 Twarda (hala) | Freeman Coliseum, San Antonio, Stany Zjednoczone 20–21 kwietnia 2019 Twarda (hala) | Szwajcaria · 2 |      |   |  |
| \| \| \| \| 1 \| 2 \| 3 \| \| \| - \| \| ------------------------------------------------------------- \| --- \| ---- \| - \| \| \| 1 \| \| Madison Keys Viktorija Golubic \| 2 6 \| 3 6 \| \| \| \| 2 \| \| Sloane Stephens Timea Bacsinszky \| 6 4 \| 6 3 \| \| \| \| 3 \| \| Sloane Stephens Viktorija Golubic \| 6 3 \| 6 2 \| \| \| \| 4 \| \| Sofia Kenin Timea Bacsinszky \| 6 3 \| 7 64 \| \| \| \| 5 \| \| Jennifer Brady / Jessica Pegula Ylena In-Albon / Conny Perrin \| 5 7 \| 2 6 \| \| \| |                                                                                    |                                                                                    |                |      |   |  |
| |                                                                                    |                                                                                    | 1              | 2    | 3 |  |
| 1 | Stany Zjednoczone · Szwajcaria                                                     | Madison Keys Viktorija Golubic                                                     | 2 6            | 3 6  |   |  |
| 2 | Stany Zjednoczone · Szwajcaria                                                     | Sloane Stephens Timea Bacsinszky                                                   | 6 4            | 6 3  |   |  |
| 3 | Stany Zjednoczone · Szwajcaria                                                     | Sloane Stephens Viktorija Golubic                                                  | 6 3            | 6 2  |   |  |
| 4 | Stany Zjednoczone · Szwajcaria                                                     | Sofia Kenin Timea Bacsinszky                                                       | 6 3            | 7 64 |   |  |
| 5 | Stany Zjednoczone · Szwajcaria                                                     | Jennifer Brady / Jessica Pegula Ylena In-Albon / Conny Perrin                      | 5 7            | 2 6  |   |  |

| Łotwa · 1 | Arēna Rīga, Ryga, Łotwa 20–21 kwietnia 2019 Twarda (hala) | Arēna Rīga, Ryga, Łotwa 20–21 kwietnia 2019 Twarda (hala)                | Niemcy · 3 |     |     |               |
| \| \| \| \| 1 \| 2 \| 3 \| \| \| - \| \| ------------------------------------------------------------------------ \| --- \| --- \| --- \| ------------- \| \| 1 \| \| Jeļena Ostapenko Andrea Petković \| 5 7 \| 4 6 \| \| \| \| 2 \| \| Diāna Marcinkēviča Julia Görges \| 4 6 \| 6 4 \| 1 6 \| \| \| 3 \| \| Jeļena Ostapenko Mona Barthel \| 4 6 \| 3 6 \| \| \| \| 4 \| \| Diāna Marcinkēviča Andrea Petković \| \| \| \| nie rozegrano \| \| 5 \| \| Jeļena Ostapenko / Daniela Vismane Anna-Lena Grönefeld / Andrea Petković \| 6 1 \| 6 3 \| \| \| |                                                           |                                                                          |            |     |     |               |
| |                                                           |                                                                          | 1          | 2   | 3   |               |
| 1 | Łotwa · Niemcy                                            | Jeļena Ostapenko Andrea Petković                                         | 5 7        | 4 6 |     |               |
| 2 | Łotwa · Niemcy                                            | Diāna Marcinkēviča Julia Görges                                          | 4 6        | 6 4 | 1 6 |               |
| 3 | Łotwa · Niemcy                                            | Jeļena Ostapenko Mona Barthel                                            | 4 6        | 3 6 |     |               |
| 4 | Łotwa · Niemcy                                            | Diāna Marcinkēviča Andrea Petković                                       |            |     |     | nie rozegrano |
| 5 | Łotwa · Niemcy                                            | Jeļena Ostapenko / Daniela Vismane Anna-Lena Grönefeld / Andrea Petković | 6 1        | 6 3 |     |               |

| Belgia · 2 | Sportcampus Lange Munte, Kortrijk, Belgia 20–21 kwietnia 2019 Twarda (hala) | Sportcampus Lange Munte, Kortrijk, Belgia 20–21 kwietnia 2019 Twarda (hala)    | Hiszpania · 3 |     |     |  |
| \| \| \| \| 1 \| 2 \| 3 \| \| \| - \| \| ------------------------------------------------------------------------------ \| ---- \| --- \| --- \| \| \| 1 \| \| Kirsten Flipkens Garbiñe Muguruza \| 6 3 \| 4 6 \| 6 4 \| \| \| 2 \| \| Alison Van Uytvanck Carla Suárez Navarro \| 3 6 \| 2 6 \| \| \| \| 3 \| \| Ysaline Bonaventure Garbiñe Muguruza \| 6 4 \| 0 6 \| 6 4 \| \| \| 4 \| \| Yanina Wickmayer Carla Suárez Navarro \| 2 6 \| 1 6 \| \| \| \| 5 \| \| Ysaline Bonaventure / Kirsten Flipkens Garbiñe Muguruza / Carla Suárez Navarro \| 64 7 \| 6 2 \| 2 6 \| \| |                                                                             |                                                                                |               |     |     |  |
| |                                                                             |                                                                                | 1             | 2   | 3   |  |
| 1 | Belgia · Hiszpania                                                          | Kirsten Flipkens Garbiñe Muguruza                                              | 6 3           | 4 6 | 6 4 |  |
| 2 | Belgia · Hiszpania                                                          | Alison Van Uytvanck Carla Suárez Navarro                                       | 3 6           | 2 6 |     |  |
| 3 | Belgia · Hiszpania                                                          | Ysaline Bonaventure Garbiñe Muguruza                                           | 6 4           | 0 6 | 6 4 |  |
| 4 | Belgia · Hiszpania                                                          | Yanina Wickmayer Carla Suárez Navarro                                          | 2 6           | 1 6 |     |  |
| 5 | Belgia · Hiszpania                                                          | Ysaline Bonaventure / Kirsten Flipkens Garbiñe Muguruza / Carla Suárez Navarro | 64 7          | 6 2 | 2 6 |  |

## Grupa Światowa II

### Składy
| Kanada                                                                              | Włochy                                                                    | Japonia | Łotwa                                                                                    |
| ----------------------------------------------------------------------------------- | ------------------------------------------------------------------------- | --- | ---------------------------------------------------------------------------------------- |
| Bianca Andreescu Rebecca Marino Françoise Abanda Jasmine Paolini Gabriela Dabrowski | Camila Giorgi Sara Errani Martina Trevisan Jasmine Paolini Deborah Chiesa | Misaki Doi Nao Hibino Kurumi Nara Miyu Katō Makoto Ninomiya                                                | Anastasija Sevastova Jeļena Ostapenko Diāna Marcinkēviča Daniela Vismane Patricija Spaka |
| Holandia                                                                            | Słowacja                                                                  | Hiszpania                                                                                                  | Szwajcaria                                                                               |
| Arantxa Rus Richèl Hogenkamp Bibiane Schoofs Demi Schuurs                           | Viktória Kužmová Anna Schmiedlová Rebecca Šramková Tereza Mihalíková      | Sara Sorribes Tormo Aliona Bolsova Georgina García Pérez Sílvia Soler Espinosa María José Martínez Sánchez | Belina Bencic Stefanie Vögele Viktorija Golubic Timea Bacsinszky Jil Teichmann           |

### Wyniki
| Szwajcaria · 3 | Swiss Tennis Arena, Biel/Bienne, Szwajcaria 9–10 lutego 2019 Twarda (hala) | Swiss Tennis Arena, Biel/Bienne, Szwajcaria 9–10 lutego 2019 Twarda (hala) | Włochy · 1 |     |          |               |
| \| \| \| \| 1 \| 2 \| 3 \| \| \| - \| \| ----------------------------------------------------------------- \| ---- \| --- \| -------- \| ------------- \| \| 1 \| \| Belinda Bencic Sara Errani \| 6 2 \| 7 5 \| \| \| \| 2 \| \| Viktorija Golubic Camila Giorgi \| 6 4 \| 2 6 \| 6 4 \| \| \| 3 \| \| Belinda Bencic Camila Giorgi \| 6 2 \| 6 2 \| \| \| \| 4 \| \| Viktorija Golubic Sara Errani \| \| \| \| nie rozegrano \| \| 5 \| \| Timea Bacsinszky / Stefanie Vögele Sara Errani / Martina Trevisan \| 65 7 \| 6 3 \| [5] [10] \| \| |                                                                            |                                                                            |            |     |          |               |
| |                                                                            |                                                                            | 1          | 2   | 3        |               |
| 1 | Szwajcaria · Włochy                                                        | Belinda Bencic Sara Errani                                                 | 6 2        | 7 5 |          |               |
| 2 | Szwajcaria · Włochy                                                        | Viktorija Golubic Camila Giorgi                                            | 6 4        | 2 6 | 6 4      |               |
| 3 | Szwajcaria · Włochy                                                        | Belinda Bencic Camila Giorgi                                               | 6 2        | 6 2 |          |               |
| 4 | Szwajcaria · Włochy                                                        | Viktorija Golubic Sara Errani                                              |            |     |          | nie rozegrano |
| 5 | Szwajcaria · Włochy                                                        | Timea Bacsinszky / Stefanie Vögele Sara Errani / Martina Trevisan          | 65 7       | 6 3 | [5] [10] |               |

| Łotwa · 4 | Arēna Rīga, Ryga, Łotwa 9–10 lutego 2019 Twarda (hala) | Arēna Rīga, Ryga, Łotwa 9–10 lutego 2019 Twarda (hala)                     | Słowacja · 0 |      |     |               |
| \| \| \| \| 1 \| 2 \| 3 \| \| \| - \| \| -------------------------------------------------------------------------- \| --- \| ---- \| --- \| ------------- \| \| 1 \| \| Jeļena Ostapenko Rebecca Šramková \| 7 5 \| 65 7 \| 6 1 \| \| \| 2 \| \| Anastasija Sevastova Anna Karolína Schmiedlová \| 6 4 \| 6 0 \| \| \| \| 3 \| \| Anastasija Sevastova Rebecca Šramková \| 6 3 \| 6 2 \| \| \| \| 4 \| \| Jeļena Ostapenko Anna Karolína Schmiedlová \| \| \| \| nie rozegrano \| \| 5 \| \| Diāna Marcinkēviča / Jeļena Ostapenko Tereza Mihalíková / Anna Schmiedlová \| 6 2 \| 6 3 \| \| \| |                                                        |                                                                            |              |      |     |               |
| |                                                        |                                                                            | 1            | 2    | 3   |               |
| 1 | Łotwa · Słowacja                                       | Jeļena Ostapenko Rebecca Šramková                                          | 7 5          | 65 7 | 6 1 |               |
| 2 | Łotwa · Słowacja                                       | Anastasija Sevastova Anna Karolína Schmiedlová                             | 6 4          | 6 0  |     |               |
| 3 | Łotwa · Słowacja                                       | Anastasija Sevastova Rebecca Šramková                                      | 6 3          | 6 2  |     |               |
| 4 | Łotwa · Słowacja                                       | Jeļena Ostapenko Anna Karolína Schmiedlová                                 |              |      |     | nie rozegrano |
| 5 | Łotwa · Słowacja                                       | Diāna Marcinkēviča / Jeļena Ostapenko Tereza Mihalíková / Anna Schmiedlová | 6 2          | 6 3  |     |               |

| Japonia · 2 | Kitakyushu Sogo Gymnastic Hall, Kitakyūshū, Japonia 9–10 lutego 2019 Twarda (hala) | Kitakyushu Sogo Gymnastic Hall, Kitakyūshū, Japonia 9–10 lutego 2019 Twarda (hala) | Hiszpania · 3 |     |      |  |
| \| \| \| \| 1 \| 2 \| 3 \| \| \| - \| \| ------------------------------------------------------------------------ \| ---- \| --- \| ---- \| \| \| 1 \| \| Nao Hibino Sara Sorribes Tormo \| 6 4 \| 6 2 \| \| \| \| 2 \| \| Misaki Doi Georgina García Pérez \| 2 6 \| 6 4 \| 62 7 \| \| \| 3 \| \| Kurumi Nara Sílvia Soler Espinosa \| 7 63 \| 6 4 \| \| \| \| 4 \| \| Nao Hibino Georgina García Pérez \| 3 6 \| 6 1 \| 1 6 \| \| \| 5 \| \| Miyu Katō / Makoto Ninomiya Aliona Bolsova / María José Martínez Sánchez \| 1 6 \| 3 6 \| \| \| |                                                                                    |                                                                                    |               |     |      |  |
| |                                                                                    |                                                                                    | 1             | 2   | 3    |  |
| 1 | Japonia · Hiszpania                                                                | Nao Hibino Sara Sorribes Tormo                                                     | 6 4           | 6 2 |      |  |
| 2 | Japonia · Hiszpania                                                                | Misaki Doi Georgina García Pérez                                                   | 2 6           | 6 4 | 62 7 |  |
| 3 | Japonia · Hiszpania                                                                | Kurumi Nara Sílvia Soler Espinosa                                                  | 7 63          | 6 4 |      |  |
| 4 | Japonia · Hiszpania                                                                | Nao Hibino Georgina García Pérez                                                   | 3 6           | 6 1 | 1 6  |  |
| 5 | Japonia · Hiszpania                                                                | Miyu Katō / Makoto Ninomiya Aliona Bolsova / María José Martínez Sánchez           | 1 6           | 3 6 |      |  |

| Holandia · 0 | Maaspoort Sports and Events, ’s-Hertogenbosch, Holandia 9–10 lutego 2019 Ceglana (hala) | Maaspoort Sports and Events, ’s-Hertogenbosch, Holandia 9–10 lutego 2019 Ceglana (hala) | Kanada · 4 |     |           |               |
| \| \| \| \| 1 \| 2 \| 3 \| \| \| - \| \| ------------------------------------------------------------------ \| ------ \| --- \| --------- \| ------------- \| \| 1 \| \| Richèl Hogenkamp Bianca Andreescu \| 4 6 \| 1 6 \| \| \| \| 2 \| \| Arantxa Rus Françoise Abanda \| 68 710 \| 6 4 \| 4 6 \| \| \| 3 \| \| Arantxa Rus Bianca Andreescu \| 4 6 \| 2 6 \| \| \| \| 4 \| \| Richèl Hogenkamp Françoise Abanda \| \| \| \| nie rozegrano \| \| 5 \| \| Bibiane Schoofs / Demi Schuurs Gabriela Dabrowski / Rebecca Marino \| 6 2 \| 6 7 \| [10] [12] \| \| |                                                                                         |                                                                                         |            |     |           |               |
| |                                                                                         |                                                                                         | 1          | 2   | 3         |               |
| 1 | Holandia · Kanada                                                                       | Richèl Hogenkamp Bianca Andreescu                                                       | 4 6        | 1 6 |           |               |
| 2 | Holandia · Kanada                                                                       | Arantxa Rus Françoise Abanda                                                            | 68 710     | 6 4 | 4 6       |               |
| 3 | Holandia · Kanada                                                                       | Arantxa Rus Bianca Andreescu                                                            | 4 6        | 2 6 |           |               |
| 4 | Holandia · Kanada                                                                       | Richèl Hogenkamp Françoise Abanda                                                       |            |     |           | nie rozegrano |
| 5 | Holandia · Kanada                                                                       | Bibiane Schoofs / Demi Schuurs Gabriela Dabrowski / Rebecca Marino                      | 6 2        | 6 7 | [10] [12] |               |

## Baraże o Grupę Światową II

### Składy
| Brazylia | Holandia | Japonia         | Kazachstan |
| -------- | -------- | --------------- | ---------- |
|          |          |                 |            |
| Rosja    | Słowacja | Wielka Brytania | Włochy     |
|          |          |                 |            |

### Wyniki
| brak flagi · | 20–21 kwietnia 2019 | 20–21 kwietnia 2019 | brak flagi · |   |   |  |
| \| 1 \| \| {{{R1}}} \| \| 2 \| \| {{{R2}}} \| \| 3 \| \| {{{R3}}} \| \| 4 \| \| {{{R4}}} \| \| 5 \| \| {{{R5}}} \| |                     |                     |              |   |   |  |
| |                     |                     | 1            | 2 | 3 |  |
| 1 |                     | {{{R1}}}            |              |   |   |  |
| 2 |                     | {{{R2}}}            |              |   |   |  |
| 3 |                     | {{{R3}}}            |              |   |   |  |
| 4 |                     | {{{R4}}}            |              |   |   |  |
| 5 |                     | {{{R5}}}            |              |   |   |  |

| brak flagi · | 20–21 kwietnia 2019 | 20–21 kwietnia 2019 | brak flagi · |   |   |  |
| \| 1 \| \| {{{R1}}} \| \| 2 \| \| {{{R2}}} \| \| 3 \| \| {{{R3}}} \| \| 4 \| \| {{{R4}}} \| \| 5 \| \| {{{R5}}} \| |                     |                     |              |   |   |  |
| |                     |                     | 1            | 2 | 3 |  |
| 1 |                     | {{{R1}}}            |              |   |   |  |
| 2 |                     | {{{R2}}}            |              |   |   |  |
| 3 |                     | {{{R3}}}            |              |   |   |  |
| 4 |                     | {{{R4}}}            |              |   |   |  |
| 5 |                     | {{{R5}}}            |              |   |   |  |

| brak flagi · | 20–21 kwietnia 2019 | 20–21 kwietnia 2019 | brak flagi · |   |   |  |
| \| 1 \| \| {{{R1}}} \| \| 2 \| \| {{{R2}}} \| \| 3 \| \| {{{R3}}} \| \| 4 \| \| {{{R4}}} \| \| 5 \| \| {{{R5}}} \| |                     |                     |              |   |   |  |
| |                     |                     | 1            | 2 | 3 |  |
| 1 |                     | {{{R1}}}            |              |   |   |  |
| 2 |                     | {{{R2}}}            |              |   |   |  |
| 3 |                     | {{{R3}}}            |              |   |   |  |
| 4 |                     | {{{R4}}}            |              |   |   |  |
| 5 |                     | {{{R5}}}            |              |   |   |  |

| brak flagi · | 20–21 kwietnia 2019 | 20–21 kwietnia 2019 | brak flagi · |   |   |  |
| \| 1 \| \| {{{R1}}} \| \| 2 \| \| {{{R2}}} \| \| 3 \| \| {{{R3}}} \| \| 4 \| \| {{{R4}}} \| \| 5 \| \| {{{R5}}} \| |                     |                     |              |   |   |  |
| |                     |                     | 1            | 2 | 3 |  |
| 1 |                     | {{{R1}}}            |              |   |   |  |
| 2 |                     | {{{R2}}}            |              |   |   |  |
| 3 |                     | {{{R3}}}            |              |   |   |  |
| 4 |                     | {{{R4}}}            |              |   |   |  |
| 5 |                     | {{{R5}}}            |              |   |   |  |

## Strefa amerykańska

### Grupa I
- Miejsce rozgrywek: Club Campestre Sede Llanogrande, Medellín, Kolumbia
- Data: 6–9 lutego 2019
- Nawierzchnia: Ceglana
- Format: faza grupowa – 8 reprezentacji w dwóch grupach

#### Uczestnicy
| Grupa A  | Grupa A   | Grupa A  | Grupa A |
| Paragwaj | Argentyna | Brazylia | Meksyk  |
| -------- | --------- | -------- | ------- |

| Grupa B  | Grupa B | Grupa B | Grupa B   |
| Kolumbia | Chile   | Ekwador | Portoryko |
| -------- | ------- | ------- | --------- |

#### Grupa A
|  |          | Paragwaj | Meksyk | Kolumbia | Ekwador | Konfrontacje Z–P | Mecze Z–P | Sety Z–P | Miejsce |
|  | Paragwaj |          | 2–1    | 1–2      | 3–0     | 2–1              | 6–3       |          | 1.      |
|  | Meksyk   | 1–2      |        | 2–1      | 3–0     | 2–1              | 6–3       |          | 2.      |
|  | Kolumbia | 2–1      | 1–2    |          | 2–1     | 2–1              | 5–4       |          | 3.      |
|  | Ekwador  | 0–3      | 0–3    | 1–2      |         | 0–3              | 1–8       |          | 4.      |

#### Grupa B
|  |           | Brazylia | Chile | Argentyna | Portoryko | Konfrontacje Z–P | Mecze Z–P | Sety Z–P | Miejsce |
|  | Brazylia  |          | 3–0   | 2–1       | 2–1       | 3–0              | 7–2       |          | 1.      |
|  | Chile     | 0–3      |       | 3–0       | 3–0       | 2–1              | 6–3       |          | 2.      |
|  | Argentyna | 1–2      | 0–3   |           | 2–1       | 2–1              | 3–6       |          | 3.      |
|  | Portoryko | 1–2      | 0–3   | 1–2       |           | 0–3              | 2–7       |          | 4.      |

#### Play-off
| Miejsce    | Drużyna A | Wynik | Drużyna B |
| ---------- | --------- | ----- | --------- |
| Awans      | Paragwaj  | 0–2   | Brazylia  |
| 3. miejsce | Meksyk    | 1–2   | Chile     |
| Spadek     | Kolumbia  | 2–1   | Portoryko |
| Spadek     | Ekwador   | 1–2   | Argentyna |

#### Klasyfikacja końcowa
| Brazylia  | awans do Baraży o Grupę Światową II        |
| Paragwaj  | 2. miejsce w Grupie I strefy amerykańskiej |
| Chile     | 3. miejsce w Grupie I strefy amerykańskiej |
| Meksyk    | 4. miejsce w Grupie I strefy amerykańskiej |
| Kolumbia  | 5. miejsce w Grupie I strefy amerykańskiej |
| Argentyna | 5. miejsce w Grupie I strefy amerykańskiej |
| Portoryko | spadek do Grupy II strefy amerykańskiej    |
| Ekwador   | spadek do Grupy II strefy amerykańskiej    |

### Grupa II
- Miejsce rozgrywek: Centro Nacional de Tenis, Santo Domingo, Dominikana
- Data: 17–20 kwietnia 2019
- Nawierzchnia: Twarda

- Miejsce rozgrywek: Tennis Club Las Terrazas Miraflores, Lima, Peru
- Data: 17–20 kwietnia 2019
- Nawierzchnia: Ceglana

- Format: faza grupowa – 13 reprezentacji w dwóch grupach

#### Uczestnicy
- Bahamy
- Barbados
- Bermudy
- Boliwia
- Kostaryka
- Kuba
- Dominikana
- Gwatemala
- Panama
- Peru
- Trynidad i Tobago
- Urugwaj
- Wenezuela

#### Play-off
| Miejsce     | Drużyna A | Wynik | Drużyna B |
| ----------- | --------- | ----- | --------- |
| Awans       |           | 0–0   |           |
| Awans       |           | 0–0   |           |
| 5. miejsce  |           | 0–0   |           |
| 7. miejsce  |           | 0–0   |           |
| 9. miejsce  |           | 0–0   |           |
| 11. miejsce |           | 0–0   |           |
| 13. miejsce |           | 0–0   |           |

#### Klasyfikacja końcowa
|  | awans do Grupy I strefy amerykańskiej        |
|  | awans do Grupy I strefy amerykańskiej        |
|  | 3. miejsce w Grupie II strefy amerykańskiej  |
|  | 3. miejsce w Grupie II strefy amerykańskiej  |
|  | 5. miejsce w Grupie II strefy amerykańskiej  |
|  | 6. miejsce w Grupie II strefy amerykańskiej  |
|  | 7. miejsce w Grupie II strefy amerykańskiej  |
|  | 8. miejsce w Grupie II strefy amerykańskiej  |
|  | 9. miejsce w Grupie II strefy amerykańskiej  |
|  | 10. miejsce w Grupie II strefy amerykańskiej |
|  | 11. miejsce w Grupie II strefy amerykańskiej |
|  | 12. miejsce w Grupie II strefy amerykańskiej |
|  | 13. miejsce w Grupie II strefy amerykańskiej |

## Strefa azjatycka

### Grupa I

#### Klasyfikacja końcowa
|  | awans do Baraży o Grupę Światową II      |
|  | 2. miejsce w Grupie I strefy azjatyckiej |
|  | 3. miejsce w Grupie I strefy azjatyckiej |
|  | 4. miejsce w Grupie I strefy azjatyckiej |
|  | 5. miejsce w Grupie I strefy azjatyckiej |
|  | 6. miejsce w Grupie I strefy azjatyckiej |
|  | 7. miejsce w Grupie I strefy azjatyckiej |
|  | spadek do Grupy II strefy azjatyckiej    |

### Grupa II

#### Klasyfikacja końcowa
|  | awans do Grupy I strefy azjatyckiej           |
|  | 2. miejsce w Grupie II strefy azjatyckiej     |
|  | 3.–4. miejsce w Grupie II strefy azjatyckiej  |
|  | 3.–4. miejsce w Grupie II strefy azjatyckiej  |
|  | 5.–6. miejsce w Grupie II strefy azjatyckiej  |
|  | 5.–6. miejsce w Grupie II strefy azjatyckiej  |
|  | 7.–8. miejsce w Grupie II strefy azjatyckiej  |
|  | 7.–8. miejsce w Grupie II strefy azjatyckiej  |
|  | 9.–10. miejsce w Grupie II strefy azjatyckiej |
|  | 9.–10. miejsce w Grupie II strefy azjatyckiej |
|  | 11. miejsce w Grupie II strefy azjatyckiej    |

## Strefa europejsko-afrykańska

### Grupa I

#### Strefa A
- Miejsce rozgrywek: Hala Widowiskowo-Sportowa, Zielona Góra, Polska
- Data: 6–9 lutego 2019
- Nawierzchnia: Twarda (hala)
- Format: faza grupowa – 7 reprezentacji w dwóch grupach

##### Uczestnicy
| Grupa A                                                                          | Grupa A                                                                   | Grupa A                                                                                              |
| Dania                                                                            | Polska                                                                    | Rosja                                                                                                |
| -------------------------------------------------------------------------------- | ------------------------------------------------------------------------- | --- |
| Karen Barritza Emilie Francati Clara Tauson Maria Jespersen Hannah Viller Møller | Magda Linette Iga Świątek Magdalena Fręch Maja Chwalińska Alicja Rosolska | Darja Kasatkina Anastasija Pawluczenkowa Anastasija Potapowa Margarita Gasparian Natalja Wichlancewa |

| Grupa B                                                               | Grupa B                                                                 | Grupa B                                                                                  | Grupa B                                                                        |
| Bułgaria                                                              | Estonia                                                                 | Szwecja                                                                                  | Ukraina                                                                        |
| --------------------------------------------------------------------- | ----------------------------------------------------------------------- | ---------------------------------------------------------------------------------------- | ------------------------------------------------------------------------------ |
| Wiktorija Tomowa Izabełła Szinikowa Gergana Topałowa Petja Arszinkowa | Anett Kontaveit Elena Malõgina Maileen Nuudi Saara Orav Valeria Gorlats | Rebecca Peterson Johanna Larsson Mirjam Björklund Cornelia Lister Caijsa Wilda Hennemann | Łesia Curenko Dajana Jastremśka Kateryna Kozłowa Marta Kostiuk Nadija Kiczenok |

##### Grupa A
|    |        | Rosja        | Polska       | Dania        | Konfrontacje Z–P | Mecze Z–P | Sety Z–P | Miejsce |
| 1  | Rosja  |              | 2:1 6 lutego | 3:0 7 lutego | 2–0              | 5–1       | 11–1     | 1.      |
| 6  | Polska | 1:2 6 lutego |              | 3:0 8 lutego | 1–1              | 4–2       | 7–5      | 2.      |
| 11 | Dania  | 0:3 7 lutego | 0:3 8 lutego |              | 0–2              | 0–6       | 0–12     | 3.      |

- Polska – Rosja (6 lutego)

Iga Świątek–Natalja Wichlancewa 0:6, 2:6
Magda Linette–Anastasija Pawluczenkowa 4:6, 3:6
Alicja Rosolska/Iga Świątek–Darja Kasatkina/Margarita Gasparian 6:0, 3:6, 6:3
- Polska – Dania (8 lutego)

Iga Świątek–Clara Tauson 6:3, 7:6(7)
Magda Linette–Karen Barritza 6:2, 6:2
Maja Chwalińska/Alicja Rosolska–Maria Jespersen/Hannah Viller Møller 6:0, 6:3

##### Grupa B
|   |          | Szwecja      | Ukraina      | Bułgaria     | Estonia      | Konfrontacje Z–P | Mecze Z–P | Sety Z–P | Miejsce |
| 2 | Szwecja  |              | 2:1 6 lutego | 3:0 8 lutego | 2:1 7 lutego | 3–0              | 7–2       |          | 1.      |
| 3 | Ukraina  | 1:2 6 lutego |              | 2:1 7 lutego | 3:0 8 lutego | 2–1              | 6–3       |          | 2.      |
| 9 | Bułgaria | 0:3 8 lutego | 1:2 7 lutego |              | 2:1 6 lutego | 1–2              | 3–6       |          | 3.      |
| 7 | Estonia  | 1:2 7 lutego | 0:3 8 lutego | 1:2 6 lutego |              | 0–3              | 2–7       |          | 4.      |

#### Strefa B
- Miejsce rozgrywek: Uniwersytet w Bath, Bath, Wielka Brytania
- Data: 6–9 lutego 2019
- Nawierzchnia: Twarda (hala)
- Format: faza grupowa – 8 reprezentacji w dwóch grupach

##### Uczestnicy
| Grupa C         | Grupa C | Grupa C | Grupa C  |
| Wielka Brytania | Węgry   | Grecja  | Słowenia |
| --------------- | ------- | ------- | -------- |

| Grupa D   | Grupa D | Grupa D | Grupa D |
| Chorwacja | Serbia  | Gruzja  | Turcja  |
| --------- | ------- | ------- | ------- |

##### Grupa C
|    |                 | Wielka Brytania | Węgry | Grecja | Słowenia | Konfrontacje Z–P | Mecze Z–P | Sety Z–P | Miejsce |
| 2  | Wielka Brytania |                 | 2–0   | 3–0    | 3–0      | 3–0              | 8–0       |          | 1.      |
| 8  | Węgry           | 0–2             |       | 2–1    | 3–0      | 2–1              | 5–3       |          | 2.      |
| 13 | Grecja          | 0–3             | 1–2   |        | 2–1      | 1–2              | 3–6       |          | 3.      |
| 15 | Słowenia        | 0–3             | 0–3   | 1–2    |          | 0–3              | 1–8       |          | 4.      |

##### Grupa D
|    |           | Serbia | Chorwacja | Turcja | Gruzja | Konfrontacje Z–P | Mecze Z–P | Sety Z–P | Miejsce |
| 4  | Serbia    |        | 2–1       | 3–0    | 2–1    | 3–0              | 7–2       |          | 1.      |
| 5  | Chorwacja | 1–2    |           | 2–1    | 2–1    | 2–1              | 5–4       |          | 2.      |
| 10 | Turcja    | 0–3    | 1–2       |        | 3–0    | 1–2              | 4–5       |          | 3.      |
| 14 | Gruzja    | 1–2    | 1–2       | 0–3    |        | 0–3              | 2–7       |          | 4.      |

#### Play-off
| Miejsce        | Strefa A | Strefa A | Strefa A | Strefa B        | Strefa B | Strefa B  |
| -------------- | -------- | -------- | -------- | --------------- | -------- | --------- |
| Awans          | Rosja    | 2–0      | Szwecja  | Wielka Brytania | 2–0      | Serbia    |
| 5.–8. miejsce  | Polska   | 2–1      | Ukraina  | Węgry           | 2–0      | Chorwacja |
| 9.–12. miejsce | Bułgaria | 0–0      |          | Grecja          | 1–2      | Turcja    |
| Spadek         | Dania    | 0–2      | Estonia  | Słowenia        | 2–0      | Gruzja    |

- o 5. miejsce (3. w Strefie A): Polska – Ukraina (9 lutego)

Magdalena Fręch–Kateryna Kozłowa 3:6, 7:5, 6:2
Iga Świątek–Dajana Jastremśka 6:7(2), 4:6
Alicja Rosolska/Iga Świątek–Marta Kostiuk/Kateryna Kozłowa 6:1, 1:6, 7:6(5)

#### Klasyfikacja końcowa
| Rosja           | awans do Baraży o Grupę Światową II                       |
| Wielka Brytania | awans do Baraży o Grupę Światową II                       |
| Szwecja         | 3.–4. miejsce w Grupie I strefy europejsko-afrykańskiej   |
| Serbia          | 3.–4. miejsce w Grupie I strefy europejsko-afrykańskiej   |
| Polska          | 5.–6. miejsce w Grupie I strefy europejsko-afrykańskiej   |
| Węgry           | 5.–6. miejsce w Grupie I strefy europejsko-afrykańskiej   |
| Ukraina         | 7.–8. miejsce w Grupie I strefy europejsko-afrykańskiej   |
| Chorwacja       | 7.–8. miejsce w Grupie I strefy europejsko-afrykańskiej   |
| Bułgaria        | 9.–10. miejsce w Grupie I strefy europejsko-afrykańskiej  |
| Turcja          | 9.–10. miejsce w Grupie I strefy europejsko-afrykańskiej  |
| brak            | 11.–12. miejsce w Grupie I strefy europejsko-afrykańskiej |
| Grecja          | 11.–12. miejsce w Grupie I strefy europejsko-afrykańskiej |
| Estonia         | 12.–13. miejsce w Grupie I strefy europejsko-afrykańskiej |
| Słowenia        | 12.–13. miejsce w Grupie I strefy europejsko-afrykańskiej |
| Dania           | spadek do Grupy II strefy europejsko-afrykańskiej         |
| Gruzja          | spadek do Grupy II strefy europejsko-afrykańskiej         |

### Grupa II
- Miejsce rozgrywek: Centre National de Tennis, Esch-sur-Alzette, Luksemburg
- Data: 6–9 lutego 2019
- Nawierzchnia: Twarda (hala)
- Format: faza grupowa – 7 reprezentacji w dwóch grupach

#### Uczestnicy
| Grupa A | Grupa A | Grupa A              |
| Austria | Tunezja | Bośnia i Hercegowina |
| ------- | ------- | -------------------- |

| Grupa B    | Grupa B | Grupa B    | Grupa B           |
| Luksemburg | Izrael  | Portugalia | Południowa Afryka |
| ---------- | ------- | ---------- | ----------------- |

#### Grupa A
|  |                      | Austria | Tunezja | Bośnia i Hercegowina | Konfrontacje Z–P | Mecze Z–P | Sety Z–P | Miejsce |
|  | Austria              |         | 2–1     | 3–0                  | 2–0              | 5–1       |          | 1.      |
|  | Tunezja              | 1–2     |         | 2–1                  | 1–1              | 3–3       |          | 2.      |
|  | Bośnia i Hercegowina | 0–3     | 1–2     |                      | 0–2              | 1–5       |          | 3.      |

#### Grupa B
|  |                   | Luksemburg | Izrael | Portugalia | Południowa Afryka | Konfrontacje Z–P | Mecze Z–P | Sety Z–P | Miejsce |
|  | Luksemburg        |            | 3–0    | 3–0        | 2–1               | 3–0              | 8–1       |          | 1.      |
|  | Izrael            | 0–3        |        | 2–1        | 2–1               | 2–1              | 4–5       |          | 2.      |
|  | Portugalia        | 0–3        | 1–2    |            | 2–0               | 1–2              | 3–5       |          | 3.      |
|  | Południowa Afryka | 1–2        | 1–2    | 0–2        |                   | 0–3              | 2–6       |          | 4.      |

#### Play-off
| Miejsce | Drużyna A            | Wynik | Drużyna B  |
| ------- | -------------------- | ----- | ---------- |
| Awans   | Austria              | 2–0   | Izrael     |
| Awans   | Tunezja              | 0–2   | Luksemburg |
| Spadek  | Bośnia i Hercegowina | 1–2   | Portugalia |
| Spadek  | Południowa Afryka    | 0–0   |            |

#### Klasyfikacja końcowa
| Austria              | awans do Grupy I strefy europejsko-afrykańskiej          |
| Luksemburg           | awans do Grupy I strefy europejsko-afrykańskiej          |
| Izrael               | 3.–4. miejsce w Grupie II strefy europejsko-afrykańskiej |
| Tunezja              | 3.–4. miejsce w Grupie II strefy europejsko-afrykańskiej |
| Portugalia           | 5. miejsce w Grupie II strefy europejsko-afrykańskiej    |
| Bośnia i Hercegowina | spadek do Grupy III strefy europejsko-afrykańskiej       |
| Południowa Afryka    | spadek do Grupy III strefy europejsko-afrykańskiej       |

### Grupa III
- Miejsce rozgrywek: Tali Tennis Center, Helsinki, Finlandia
- Data: 15–20 kwietnia 2019
- Nawierzchnia: Twarda (hala)

- Miejsce rozgrywek: Ulcinj Bellevue, Ulcinj, Czarnogóra
- Data: 15–20 kwietnia 2019
- Nawierzchnia: Ceglana

- Format: faza grupowa – 19 reprezentacji

#### Uczestnicy
- Algieria
- Armenia
- Kamerun
- Cypr
- Demokratyczna Republika Konga
- Egipt
- Finlandia
- Islandia
- Irlandia
- Kenia
- Kosowo
- Litwa
- Macedonia Północna
- Madagaskar
- Malta
- Czarnogóra
- Maroko
- Norwegia
- Uganda

#### Play-off
| Miejsce     | Drużyna A | Wynik | Drużyna B |
| ----------- | --------- | ----- | --------- |
| Awans       |           | 0–0   |           |
| Awans       |           | 0–0   |           |
| 5. miejsce  |           | 0–0   |           |
| 7. miejsce  |           | 0–0   |           |
| 9. miejsce  |           | 0–0   |           |
| 11. miejsce |           | 0–0   |           |
| 13. miejsce |           | 0–0   |           |
| 15. miejsce |           | 0–0   |           |
| 17. miejsce |           | 0–0   |           |
| 19. miejsce |           | 0–0   |           |

#### Klasyfikacja końcowa
|  | awans do Grupy II strefy europejsko-afrykańskiej            |
|  | awans do Grupy II strefy europejsko-afrykańskiej            |
|  | 3.–4. miejsce w Grupie III strefy europejsko-afrykańskiej   |
|  | 3.–4. miejsce w Grupie III strefy europejsko-afrykańskiej   |
|  | 5.–6. miejsce w Grupie III strefy europejsko-afrykańskiej   |
|  | 5.–6. miejsce w Grupie III strefy europejsko-afrykańskiej   |
|  | 7.–8. miejsce w Grupie III strefy europejsko-afrykańskiej   |
|  | 7.–8. miejsce w Grupie III strefy europejsko-afrykańskiej   |
|  | 9.–10. miejsce w Grupie III strefy europejsko-afrykańskiej  |
|  | 9.–10. miejsce w Grupie III strefy europejsko-afrykańskiej  |
|  | 11.–12. miejsce w Grupie III strefy europejsko-afrykańskiej |
|  | 11.–12. miejsce w Grupie III strefy europejsko-afrykańskiej |
|  | 13.–14. miejsce w Grupie III strefy europejsko-afrykańskiej |
|  | 13.–14. miejsce w Grupie III strefy europejsko-afrykańskiej |
|  | 15.–16. miejsce w Grupie III strefy europejsko-afrykańskiej |
|  | 15.–16. miejsce w Grupie III strefy europejsko-afrykańskiej |
|  | 17.–18. miejsce w Grupie III strefy europejsko-afrykańskiej |
|  | 17.–18. miejsce w Grupie III strefy europejsko-afrykańskiej |
|  | 19. miejsce w Grupie III strefy europejsko-afrykańskiej     |